# Satana (mitologia caucasica)

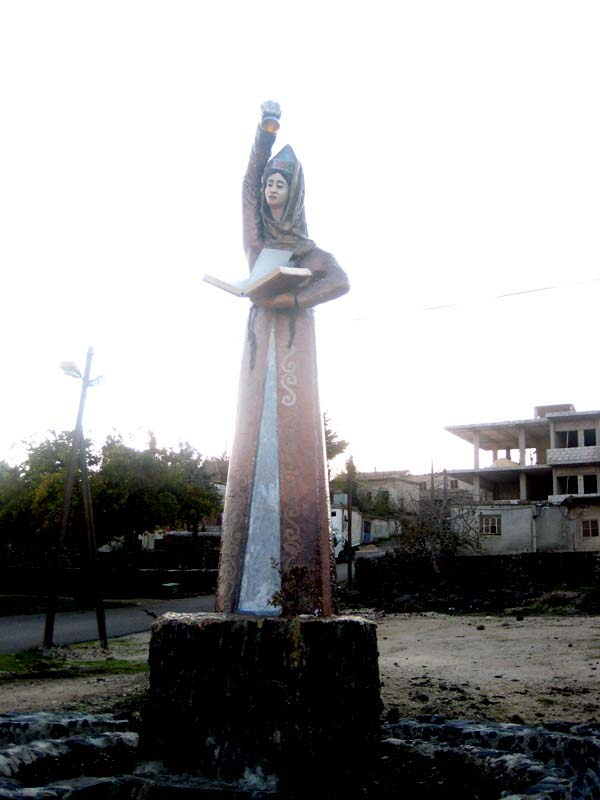
Statua di Satanaya nel villaggio circasso siriano di Beer Ajam, nelle alture del Golan

Nella mitologia caucasica, si fa riferimento alla cosiddetta "Madre dei Narti" con il nome di:
- Satana nella mitologia osseta, figlia di Æhsærtæg e Dzerassæ.
- Satanaja in lingua Ubykh.
- Setenej in lingua Adyghe.

Il Ciclo dei Narti narra che dopo la morte di Uærhæg, anche Dzerassæ si ammalò e morì. Venne seppellita, Uryzmæg suo figlio maggiore andò a vegliarla le prime due notti, la terza Haemyts suo figlio minore chiese di poter vegliare la madre ma il fratello rifiutà e Hæmyts si offese ma andò a montare guardia ugualmente alla tomba. Rimasto lì per un certo tempo, fu attirato da un banchetto che si svolgeva per delle nozze, se ne andò lasciando la tomba apparentemente incustodita, ma all'interno già si trovava il fratello. Quest'ultimo colpì con la sua frusta di feltro la madre che resuscitò più bella di prima, al secondo colpo di frusta tornò nel regno dei morti. Un anno dopo Syrdon, passando davanti alla tomba, sentì il pianto di un neonato, corso al villaggio, avvisò i Narti che andarono ad aprire la tomba da cui uscì la bambina chiamata Satana.

## La morte di Elda
Uryzmæg, giunto in età da matrimonio, sposò Elda degli Alægatæ, mentre Satana, al momento di sposarsi, rifletté tra le persone del villaggio e giunse alla conclusione che lo stesso Uryzmæg era il più valoroso, la ragazza mise a conoscenza Uryzmæg che ne fu sdegnato ed il discorso cadde nel nulla.
Un certo periodo dopo Uryzmæg partì per una spedizione lunga un anno, ordinando alla moglie di preparare un banchetto per il suo ritorno. All'avvicinarsi dell'anno Elda iniziò a preparare una bevanda di nome rong, ma questa non fermentò per una stregoneria di Satana, che si offrì successivamente di far fermentare la bevanda se Elda le avesse prestato le vesti e lo scialle. La sera dopo il banchetto Satana entrò nella stanza del padre così vestita e con una stregoneria ve lo tenne per lungo tempo, tanto che Elda, disperata, morì di crepacuore.

## La sepoltura di Elda e l'unione tra Uryzmæg e Satana
Terminata la stregoneria nella camera da letto, Uryzmæg si accorse di aver giaciuto con Satana e che la moglie era morta di crepacuore. Afflitto si domandò come avrebbero preso la faccenda gli altri Narti. La figlia gli propose di andare tra gli abitanti del villaggio per tre volte montando l'asino a rovescio: la prima volta i Narti risero, la seconda volta vi furono risa ma anche afflizione per il comportamento del più valoroso tra i Narti, la terza nessuno rise ma si chiese se non ci fosse un motivo per farlo.
Così istruito da questa lezione, Uryzmæg capì che il popolo si sarebbe presto dimenticato del suo convivere con Satana: la prima volta che i due furono visti assieme, vennero scherniti, la seconda alcuni ridevano ancora, la terza volta non rise nessuno ed i due furono legittimati a continuare la loro unione.

## La nascita di Soslan
Un giorno Satana era al fiume a far il bucato quando un pastore la vide e ne rimase affascinato a tal punto da sdraiarsi su una pietra e trarne piacere pensando alla donna. Satana lo vide e tempo dopo prese altre giovani narte, si recò alla pietra e la sgravò di un bimbo che venne chiamato Soslan. Il bambino crebbe e diventato più grande disse alla madre che non sarebbe mai valso niente se non fosse stato immerso nel latte di lupa dall'artigiano celeste Kurdalægon.
Kurdalægon interpellato da Satana fu d'accordo e si mise a scavare la tinozza per immergervi il bambino, ma Syrdon lo confuse e la tinozza fu fatta più corta di quattro dita. Quando fu pronta, vennero portati cento sacchi di carbone e Satana mandò il marito Uryzmæg a procurarsi il latte al crocevia dei sette sentieri, qui l'eoe narte incontrò Silæm, la madre di tutti i cani del mondo che condusse a lui tutte le lupe del bosco da cui Uryzmæg munse il latte necessario.
Una volta pronto tutto Kurdalægon immerse Soslan nella tinozza che essendo più corta costrinse il bambino a tenere le ginocchia piegate, ciò lo rese tutto di acciaio ad esclusione delle ginocchia rimaste di carne.